# Yoshio Kato
Yoshio Kato (加藤 好男, Kato Yoshio) est un footballeur japonais né le 1er août 1957 dans la préfecture de Saitama au Japon.